# Puente Pueyrredón
El puente Pueyrredón, oficialmente puente Prilidiano Pueyrredón y conocido popularmente como viejo puente Pueyrredón para diferenciarlo del nuevo, cruza el Riachuelo, uniendo la calle Vieytes de la Ciudad Autónoma de Buenos Aires y la avenida Presidente Bartolomé Mitre de la ciudad de Avellaneda, ubicada esta última en la provincia de Buenos Aires. Este uno de los principales puentes de la región del área metropolitana de Buenos Aires.

## Historia

### Antecedentes
Desde el siglo XVII la única manera de cruzar el Riachuelo fue mediante canoas. Cerca del emplazamiento actual del nuevo puente Pueyrredón, en dirección hacia la desembocadura en el Río de la Plata, se ubicaba uno de los tantos pasos, el paso Pedro Salazar (llamado así por un vecino que tenía una chacra cerca del paso, actualmente se lo conoce como vuelta de Berisso). En 1653 el Cabildo reglamenta el paso con canoa, disponiéndolo para el uso público, y convirtiéndolo en el primer paso. A partir de entonces se le llamó «paso de la Canoa», y fue en ese mismo lugar donde se levantaría el primer puente del Riachuelo.

### Puente de Gálvez
El 1 de diciembre de 1791 se inauguró el primer puente sobre el Riachuelo. Se decidió levantarlo sobre el paso de la Canoa en el Camino Real al Sud, actual avenida Montes de Oca en la ciudad autónoma de Buenos Aires, y Florentino Ameghino de la ciudad de Avellaneda. La construcción estuvo a cargo de Juan Gutiérrez Gálvez, a quien le fue adjudicado por licitación. Gutiérrez Gálvez no era ingeniero, pero conocía las artes de la construcción. En un principio se pensaba construirlo de piedra, cal y ladrillo, pero a causa de la escasez de materiales y mano de obra calificada, el puente se construyó de madera. El Cabildo tuvo problemas con Gutiérrez Gálvez porque éste puso maderos de menor espesor al estipulado, pero todo siguió igual. El puente se dio en concesión a Gutiérrez Gálvez, que lo explotaría por un período de cinco años, se encargaría de su mantenimiento, y cobraría un peaje para el mismo. El peaje era de dos reales la carreta cargada, y un real por coche, calesa o carretón. Se le daba tarifa preferencial a los indios, mulatos y negros, que abonaban la mitad.
Este puente tuvo muchos nombres, en un principio se llamó «puente de Gálvez, luego «puente de Madera», «puente de Barracas», y en la época de Rosas se lo pintó de rojo punzó y se le llamó «puente de la Restauración de las Leyes». Fue reconstruido varias veces: en 1806, cuando los ingleses avanzaban sobre Buenos Aires se lo incendió para que no pudiesen cruzar, pero éstos igual se las ingeniaron atando varias embarcaciones de un lado a otro del Riachuelo. El 23 de diciembre siguiente, expulsados los invasores, se habilitaba nuevamente.
El puente dejó de funcionar en 1858, tras una caudalosísima crecida del Riachuelo que socavó los pilares del puente. Casi apenas destruido el puente anterior, se construyó uno nuevo en el lugar, de calzada más ancha y pilares más resistentes. Algunos años después fue reemplazado por el puente Pueyrredón.

### Puente Pueyrredón

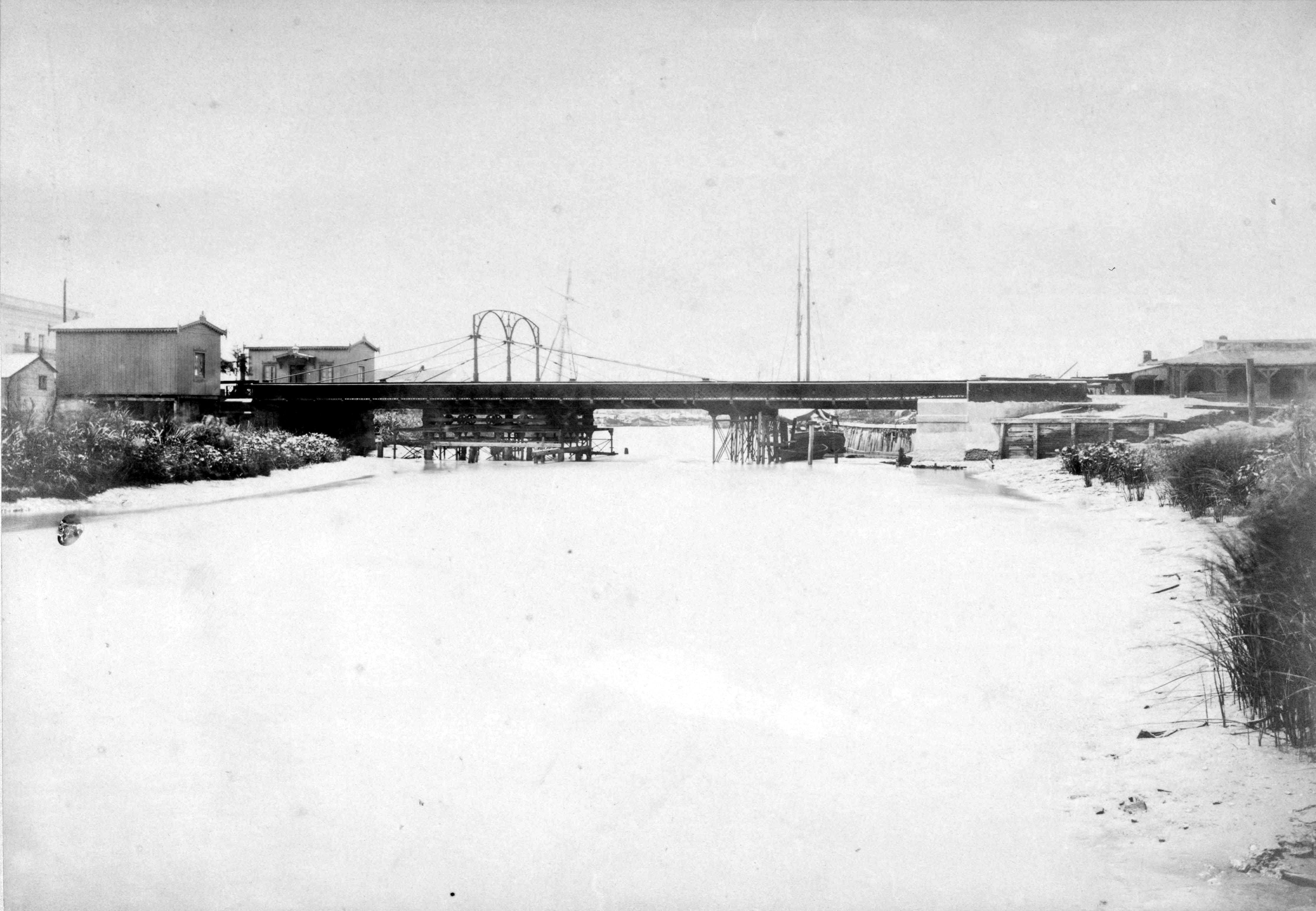
El primer puente Pueyrredón, inaugurado en 1871 y destruido por una crecida en 1884.

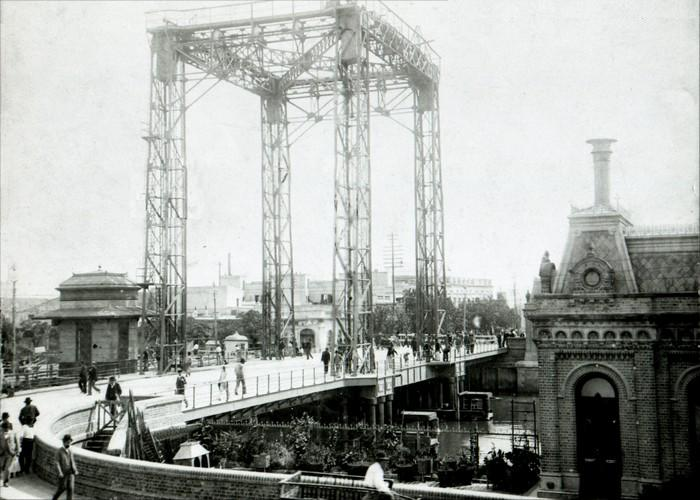
Puente Pueyrredón levadizo, funcionó de 1903 a 1931.

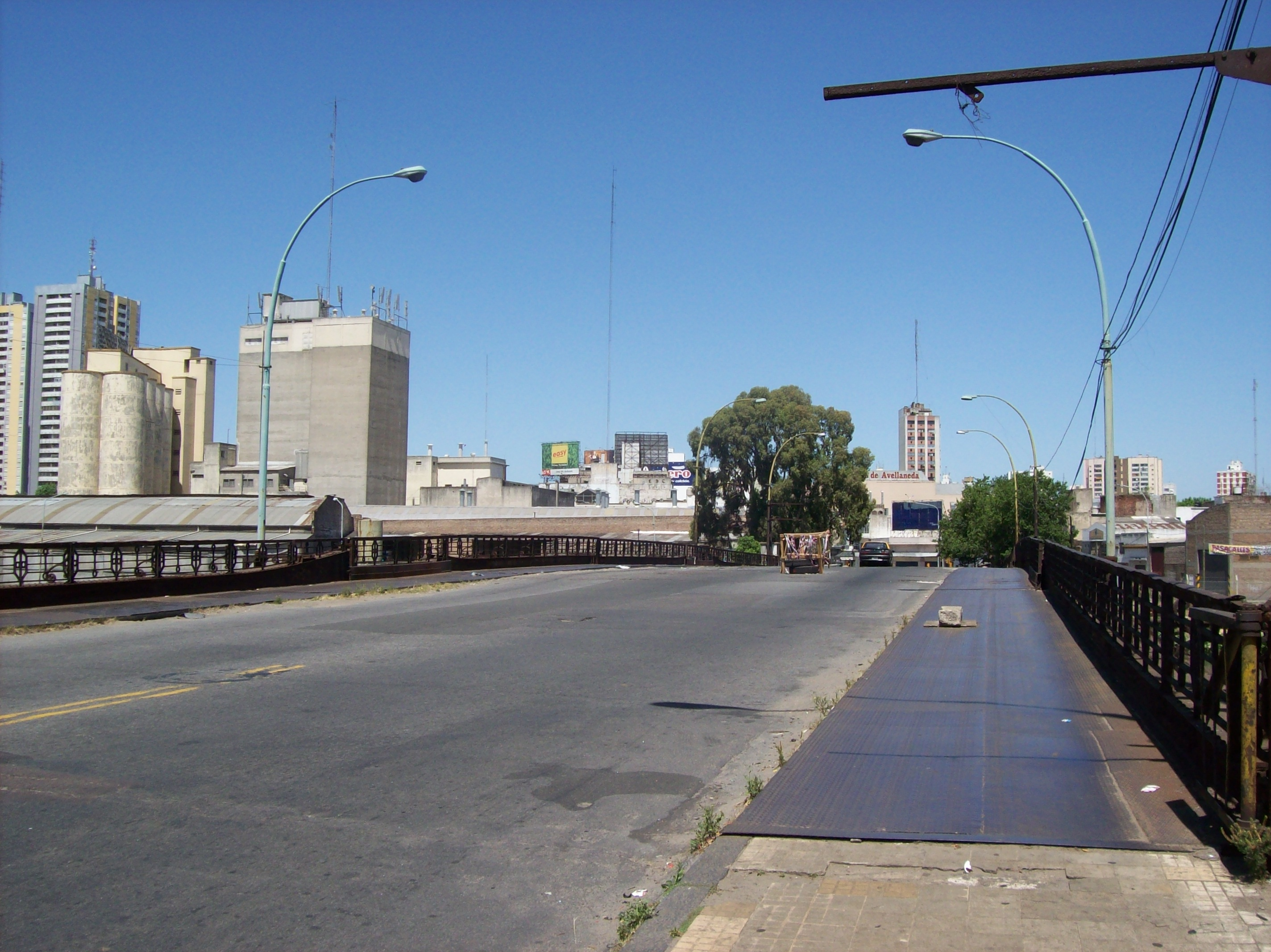
Calzada del viejo puente Pueyrredón desde la cabecera norte antes de la remodelación.

A causa de la creciente ocurrida en mayo de 1858, que arruinó el puente de Barracas, Prilidiano Pueyrredón, juntamente con Medrano, Panthou y Escribano se presentan al Gobierno argentino, ofreciéndose a construir un puente giratorio de hierro, para no obstruir el paso de los barcos, en el mismo lugar del de madera. El 17 de marzo de 1862 se les otorga la concesión. La proyección de puente era excelente, muy de avanzada para la época. Traen la estructura de hierro forjado desde Inglaterra. La obra es finalizada en diciembre de 1867. El mismo día de la inauguración, mientras se realizaban las pruebas finales, ocurre el desastre. Una imprevisión en el número de los pilotes hace fracasar el mecanismo, el brazo de palanca vence al pilar-pivote y se va todo al fondo del río. Mucho dinero perdieron los empresarios, por lo que firmaron un nuevo contrato para arreglar lo sucedido y construir un nuevo puente. El puente quedaría listo y funcionando en noviembre de 1871. Pueyrredón quedó muy perjudicado económicamente y su salud se agravó considerablemente, falleció en 1870, sin ver terminado su puente. En homenaje a este empecinado ingeniero al puente se lo denominó «puente Pueyrredón». El puente fue arrasado por la más grande inundación del Riachuelo, el 23 de septiembre de 1884. De inmediato se lo sustituyó por uno de madera.
En 1899 se empezó a construir un puente de hierro con tramo central levadizo (contaba con cuatro columnas) para el pasaje de barcos, inaugurándose en 1903. 
Finalmente el 20 de septiembre de 1931 fue inaugurado el que funciona actualmente, para lo cual se desarmó el puente con tramo central levadizo. El puente Pueyrredón también es un puente levadizo. Debido al tránsito sobre este puente, calculado en alrededor de 21 000 vehículos diarios en la década de 1940, se establecieron horarios para la apertura del puente para permitir el paso de los buques, ya que río arriba se encontraban los muelles del ferrocarril del Oeste. En 1945 hubo un promedio de setenta aperturas mensuales.
El mecanismo de elevación se dejó de utilizar en 1969. El 19 de diciembre de 1969 fue inaugurado el nuevo puente Pueyrredón, por lo que el puente Pueyrredón perdió paulatinamente su importancia y su mantenimiento cayó en el olvido. Aunque hoy en día frecuentemente es noticia, como consecuencia de los sucesivos piquetes que interrumpen el tránsito en la principal vía de comunicación entre Avellaneda y la ciudad autónoma de Buenos Aires, lo que obliga a su añeja estructura a soportar pesados camiones y colectivos.
El 9 de enero de 2009 el puente fue cerrado por el término de seis meses para su remodelación y puesta en valor. El encargado de esta obra fue la empresa DAL Construcciones-EMA S.A. U.T.E contratada por Autopistas Urbanas, que pertenece al Gobierno de la Ciudad de Buenos Aires.
El 11 de enero de 2010 el puente ha sido reabierto al tránsito luego de su remodelación.

## Características

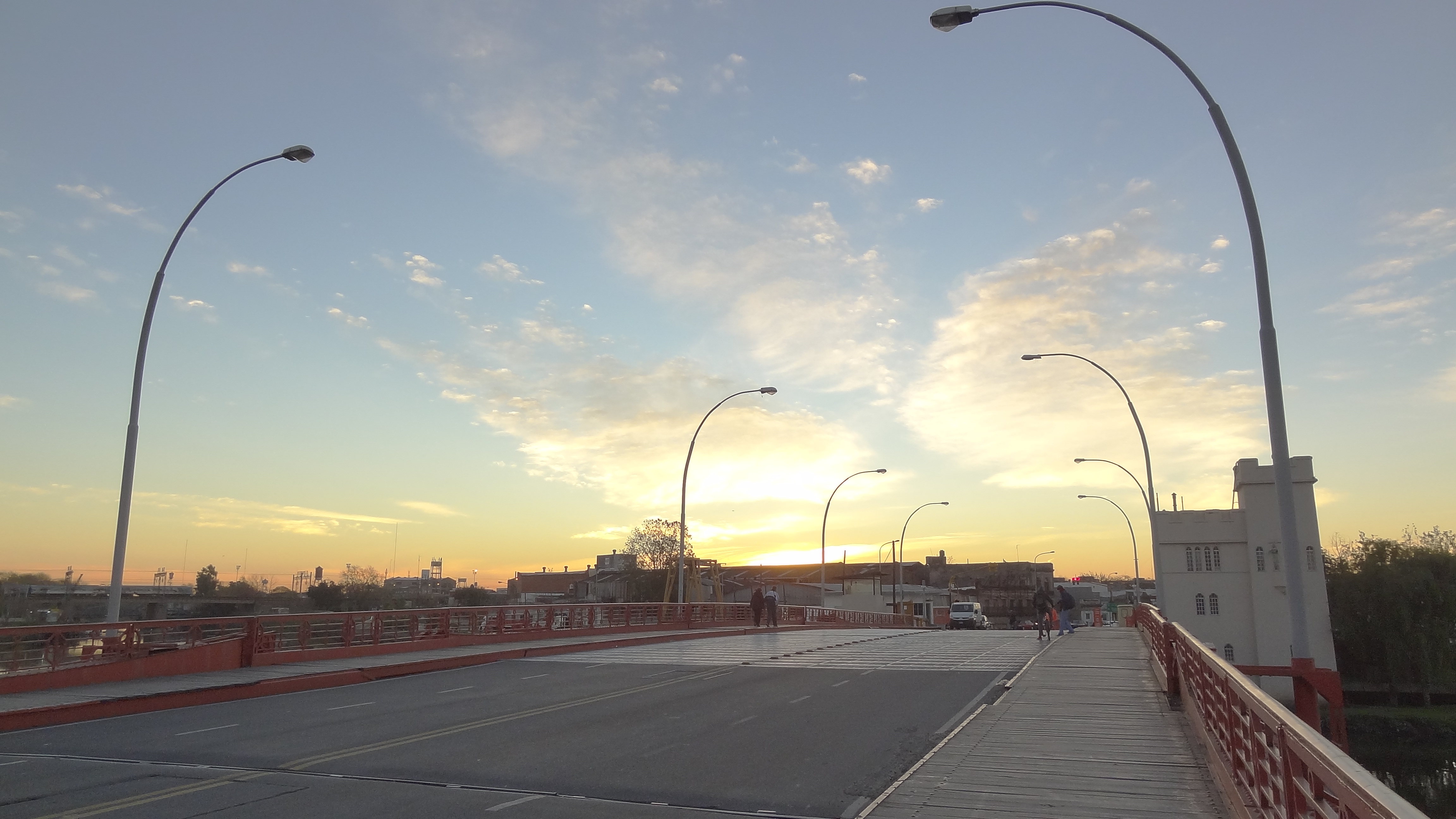
Puente Pueyrredón luego de su puesta en valor en 2010.

La información técnica del puente es la siguiente:
- Luz total entre ejes de estribos: 91,856 m
- Luz de cada uno de los tramos fijos laterales: 26,928 m
- Luz del tramo central: 38,00 m
- Ancho de la calzada: 12,00 m
- Ancho de las veredas laterales: 2,47 m
- Cota central del pavimento: +7,47 m
- Cota parte inferior de la viga principal sobre el eje del canal: +6,10 m
- Estructura metálica con tablero superior
- Pilares y estribos de hormigón fundados sobre pilotes de hormigón armado
- Longitud máxima de los pilotes: 25,00 m
- Cota aproximada de la punta de los pilotes: -24,50 m

Las cotas se refieren al cero del Riachuelo.
Este puente, al igual que el puente de la Noria, son puentes basculantes tipo Ottanelli. En este tipo de estructuras se busca minimizar el contrapeso para que el puente sea más agradable a la vista. De esta manera se usa parte de la calzada como contrapeso. Cuando el tramo central se eleva, el tramo de puente que está junto a él rota con respecto al estribo, descendiendo. Este sistema posee un elevado peso de mecanismos con relación a la estructura metálica. Estos mecanismos resultan delicados con piezas sometidas a enormes desgastes y de conservación costosa. El cierre de las dos básculas voladas no es rígido, por lo que el paso de los vehículos origina impactos que acorta su vida útil.